# System of a Down (album)
System of a Down je prvi studijski album istoimenog američko-armenskog sastava System of a Down, objavljen 30. lipnja 1998.

## O albumu
Od ovoga albuma postoji jedno limitirano izdanje koje posjeduje još jedan CD s pjesmama "Sugar", "War?", "Suite-Pee" i "Know" uživo. Album je producirao Rick Rubin. Album je 2000. dobio zlatnu nakladu, a dvije godine kasnije, zbog uspjeha albuma Toxicity i platinastu.
Omot albuma je dizajniran prema plakatu Johna Heartfilda za njemačku komunističku stranku za vrijeme Trećeg Rajha. Na plakatu je pisalo "5 prstiju ima ruka! S tih 5 prstiju zgrabite neprijatelja!" Taj slogan je inspirirao tekst na omotu albuma, u kojem između ostalog piše: "Ruka ima pet prstiju, sposobnih i moćnih, koji mogu uništavati, kao i stvarati", te "Otvorite oči, otvorite usta, te stisnite šaku".

## Stil i pjesme
Ovaj album ima "žešći" zvuk, od svih ostalih albuma System of a Downa. S njega su objavljeni singlovi "Sugar" i "Spiders" za koje su snimljeni i spotovi. U pjesmi "Sugar" uredski radnici koji "robuju sustavu" uspoređuju se s gljivama, a "Spiders" govori o vladi koja modernom tehnologijom kontrolira i nadzire svoje građane. U pjesmi "Suggestions" svjetionik je metafora za vladu
("Ako posjeduješ svjetionik, posjeduješ radničku klasu"), a brodovi za ljude koji se suprotstavljaju sustavu, te na kraju pjesme čuvar svjetionika, vidjevši da je sve više brodova kaže da moraju napustiti svjetionik te da je "sve gotovo". Pjesma "DDevil" unatoč naslovu (hrv.: vrag) nije anti-religiozna, već vrag predstavlja medije koji kontroliraju društvo. Daron Malakian je izjavio da je pjesma "Soil" o smrti i prijateljima koji umiru, a Serj Tankian da je "CUBErt" o ljudima koji se ne ustručavaju "poduzeti dodatni korak u životu". "P.L.U.C.K." je o armenskom genocidu, čijim je žrtvama i posvećena pjesma, "War?" o ratu, "Peephole" o marihuani, a "Mind" je priča o odrastanju zlostavljanog djeteta.

## Popis pjesama
| 1.    | »Suite-Pee«                                                | Serj Tankian      | Daron Malakian                    | 2:32 |
| 2.    | »Know«                                                     | Tankian           | Shavo Odadjian, Malakian, Tankian | 2:57 |
| 3.    | »Sugar«                                                    | Tankian           | Odadjian, Malakian                | 2:34 |
| 4.    | »Suggestions«                                              | Tankian           | Malakian                          | 2:45 |
| 5.    | »Spiders«                                                  | Tankian           | Malakian                          | 3:35 |
| 6.    | »Ddevil«                                                   | Tankian           | Odadjian, Malakian                | 1:43 |
| 7.    | »Soil«                                                     | Tankian           | Malakian                          | 3:26 |
| 8.    | »War?«                                                     | Tankian           | Malakian                          | 2:41 |
| 9.    | »Mind«                                                     | Tankian           | Malakian                          | 6:16 |
| 10.   | »Peephole«                                                 | Tankian           | Malakian                          | 4:04 |
| 11.   | »CUBErt«                                                   | Tankian, Malakian | Tankian                           | 1:49 |
| 12.   | »Darts«                                                    | Tankian           | Malakian                          | 2:43 |
| 13.   | »P.L.U.C.K.« (Politically Lying, Unholy, Cowardly Killers) | Tankian           | Malakian                          | 3:38 |
| 40:41 |                                                            |                   |                                   |      |

| 1. | »Marmelade« | Tankian | Malakian | 3:02 |
| 2. | »Störagéd«  | Tankian | Malakian | 1:19 |

| 1. | »Sugar« (uživo)     | Tankian | Odadjian, Malakian          | 2:27 |
| 2. | »War?« (uživo)      | Tankian | Malakian                    | 2:48 |
| 3. | »Suite-Pee« (uživo) | Tankian | Malakian                    | 2:58 |
| 4. | »Know« (uživo)      | Tankian | Odadjian, Malakian, Tankian | 3:04 |

## Napomene uz pjesme
Na omotu albuma, uz riječi nekih pjesama napisane su i napomene. 
- Uz pjesmu "Spiders"

Vaše misli i snovi nisu više sveti, izloženi su oružju poznatom kao telepercepcija.
- Uz pjesmu "DDevil"

Oni koji kontroliraju središnji živčani sustav kontroliraju društvo i svijet.
- Uz pjesmu "War?"

Ispočetka smo vodili ratove u ime religije, kasnije protiv komunizma, te sada u ime droga i terorizma. Naša izlika za svjetsku dominaciju stalno se mijenja.
- Uz pjesmu "Mind"

Tehnologiju kontrole uma koristi CIA još od 1950-ih kao dio programa ne-smrtonosnih oružja.
- Uz pjesmu "Peephole"

U izdanju od 18. veljače britanskog magazina "New Scientist" izvještava se da je Svjetska zdravstvena organizacija sa sjedištem u Ženevi pod političkim pritiskom zabranila izvještaj u kojem se navodi da je marihuana zdravija i od cigareta i od alkohola.
- Uz pjesmu "Darts"

Zašto su u starim društvima vjerovali da postoje 12 bogova, dok moderno društvo uglavnom ima samo jednog?
- Uz pjesmu "P.L.U.C.K."

System Of A Down posvećuje ovu pjesmu u spomen na 1.5 milijuna žrtava armenskog genocida kojeg je počinila turska vlada 1915. godine

## Produkcija
- System of a Down

- Daron Malakian - gitara, prateći vokal
- Serj Tankian - vokal, klavijature
- Shavo Odadjian - bas-gitara
- John Dolmayan - bubnjevi

- Producenti - Rick Rubin i System of a Down

## Top liste

### Album
| Godina | Top lista       | Pozicija |
| ------ | --------------- | -------- |
| 1999.  | Billboard 200   | 124.     |
| 1999.  | Top Heatseekers | 1.       |

### Singlovi
| Godina | Singl     | Top lista              | Pozicija |
| ------ | --------- | ---------------------- | -------- |
| 1999.  | "Sugar"   | Mainstream Rock Tracks | 28.      |
| 1999.  | "Sugar"   | Modern Rock Tracks     | 31.      |
| 2000.  | "Spiders" | Mainstream Rock Tracks | 25.      |
| 2000.  | "Spiders" | Modern Rock Tracks     | 38.      |